# Henry Strangways (Politiker)

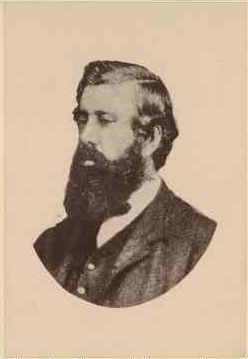
Henry Strangways (um 1875)

Hon. Henry Bull Templar Strangways (* 1832 in Shapwick, Somerset, England; † 10. Februar 1920 in Somerset, England) war ein australischer Politiker, der unter anderem von 1858 bis 1871 Mitglied des South Australian House of Assembly sowie zwischen 1868 und 1870 Premierminister von South Australia war.

## Leben
Henry Bull Templar Strangways, ältester Sohn des Offiziers Henry Bull Strangways, begann am 14. November 1851 ein damals noch mögliches Studium der Rechtswissenschaften bei der Anwaltskammer (Inns of Court) von Middle Temple und wurde am 6. Juni 1856 als Rechtsanwalt zugelassen. 1857 wanderte er nach South Australia aus, wo er bereits Teile seiner Jugend bei seinem Onkel Thomas Bewes Strangways verbrachte, und nahm dort eine Tätigkeit als Solicitor auf. Bereits im darauf folgenden Jahr wurde Strangways am 15. Januar 1858 als Nachfolger von Benjamin Babbage im Zwei-Personen-Wahlkreis Encounter Bay erstmals zum Mitglied des South Australian House of Assembly gewählt, des Unterhauses des Parlaments von South Australia, und vertrat diesen Wahlkreis bis zum 16. November 1862, woraufhin David Sutherland diesen Wahlkreis übernahm.
In der Regierung von Premier Thomas Reynolds bekleidete Strangways zunächst zwischen dem 9. Mai 1860 und dem 20. Mai 1861 das Amt als Generalstaatsanwalt (Attorney General) und daraufhin vom 20. Mai bis zum 8. Oktober 1861 als Minister für Ländereien der Krone und Einwanderung (Commissioner of Crown Lands and Immigration). Das Amt als Minister für Ländereien der Krone und Einwanderung bekleidete er zwischen dem 17. Oktober 1861 und dem 4. Juli 1863 auch in der Regierung von Premier George Marsden Waterhouse. Während dieser Zeit wurde er am 17. November 1862 als Nachfolger von Thomas Magarey im Zwei-Personen-Wahlkreis West Torrens wieder zum Mitglied der Legislativversammlung gewählt und gehörte dieser bis zu seinem Mandatsverzicht am 28. Juli 1871 an. Er war vom 22. März 1865 bis zum 20. September 1865 in der zweiten Regierung von Premier Francis Dutton sowie schließlich zwischen dem 20. September 1865 und dem 23. Oktober 1865 in der zweiten Regierung von Premier Henry Ayers erneut Minister für Ländereien der Krone und Einwanderung.
Nach dem Ende der vom 13. Oktober bis zum 3. November 1868 dauernden vierten Regierung von Premier Ayers bildete Strangways als dessen Nachfolger am 3. November 1868 als Premierminister von South Australia selbst eine Regierung. In seiner Regierung bekleidete er zwischen dem 3. November 1868 und dem 30. Mai 1870 abermals die Funktion des Generalstaatsanwalts. Als Premier spielte er eine entscheidende Rolle bei der Planung der Einführung der Eisenbahnen und des Überlandtelegrafen in Südaustralien – beides wichtig für die zukünftige Entwicklung des Staates. Am bekanntesten ist er jedoch für seinen Erfolg bei der Verabschiedung seines Wastelands Bill (später als Strangways Act bezeichnet) in den Jahren 1868 bis 1869. Das zunächst umstrittene Gesetz erleichterte es Kleinbauern erheblich, Land auszuwählen und zu erwerben, das zuvor von Kolonisten ungenutzt blieb. Dies war maßgeblich an der stetigen Steigerung der Weizenproduktion im Laufe des nächsten Jahrzehnts beteiligt. Strangways war nach den folgenden Wahlen, die vom 28. März bis zum 21. April 1870 stattfanden, allerdings nicht in der Lage, eine funktionsfähige neue Regierung zu bilden, und musste als Premierminister zurücktreten. Daraufhin bildete John Hart am 30. Mai 1870 als Premier seine dritte Regierung.
Anschließend kehrte Henry Strangways nach England zurück, wo er sich bis zu seinem Tod am 10. Februar 1920 weiterhin für Kolonialangelegenheiten interessierte.

## Hintergrundliteratur
- J. Foster: Men-at-the-Bar, London, 1885
- E. Hodder: The History of South Australia, London, 1893
- K. R. Bowes: Land Settlement in South Australia 1857–1890, Adelaide, 1968